# Bahnhof Bad Salzungen
Der Bahnhof Bad Salzungen ist der Bahnhof der Kreisstadt des Wartburgkreises Bad Salzungen. Er liegt an der Werrabahn und an der Werratalbahn.

## Geschichte
Der Bahnhof Bad Salzungen wurde 1858 von der privaten Werra-Eisenbahn-Gesellschaft eröffnet und entwickelte sich bald zu einem Knotenpunkt an der Werrabahn. Mit der Eröffnung der ersten Meterspurbahn Deutschlands, der Feldabahn, im Jahr 1879, der im Nachbarbahnhof Immelborn abzweigenden Bahnstrecke nach Liebenstein-Schweina im Jahr 1889 sowie der stetig steigenden Kaliproduktion im nahe gelegenen Werra-Kalirevier nahm die Bedeutung weiter zu. So kam es dann auch, dass die Feldabahn ab 1906 in Abschnitten bis 1934 normalspurig ausgebaut wurde.
Der Bahnhof Bad Salzungen wurde zu einem umfangreichen Rangierbahnhof ausgebaut. Neben einer weiteren Anschlussbahn für ein Kaltwalzwerk gab es nun bei der Deutschen Reichsbahn auch eine Wagenaufarbeitung (WAS), welche an Güterwagen die dringlichsten Arbeiten vornahm. Auch startete in Bad Salzungen für die Deutsche Post ein GEx Bad Salzungen–Zella-Mehlis–Gräfenthal–Gotha am dafür eingerichteten Postbahnsteig gegenüber der Hauptpost.
Im Personenverkehr besitzt Bad Salzungen auch Bedeutung, lange Zeit war der Bahnhof jedoch nur Zwischenstation der Eilzüge ab bzw. nach Bad Liebenstein. Erst nach Stilllegung dieser Bahnstrecke begannen der Eilzug bzw. der Schnellzug in Richtung Zwickau im Bahnhof Bad Salzungen. In den 1980er Jahren wurde ein sogenannter Bauarbeiter-Schnellzug eingerichtet, welcher immer montags kurz nach Mitternacht Bauarbeiter nach Berlin zur Erfüllung des Wohnungsbauprogrammes brachte. Dies war die einzige hochwertige Reisezugleistung auf dem mittleren Teil der Werrabahn.

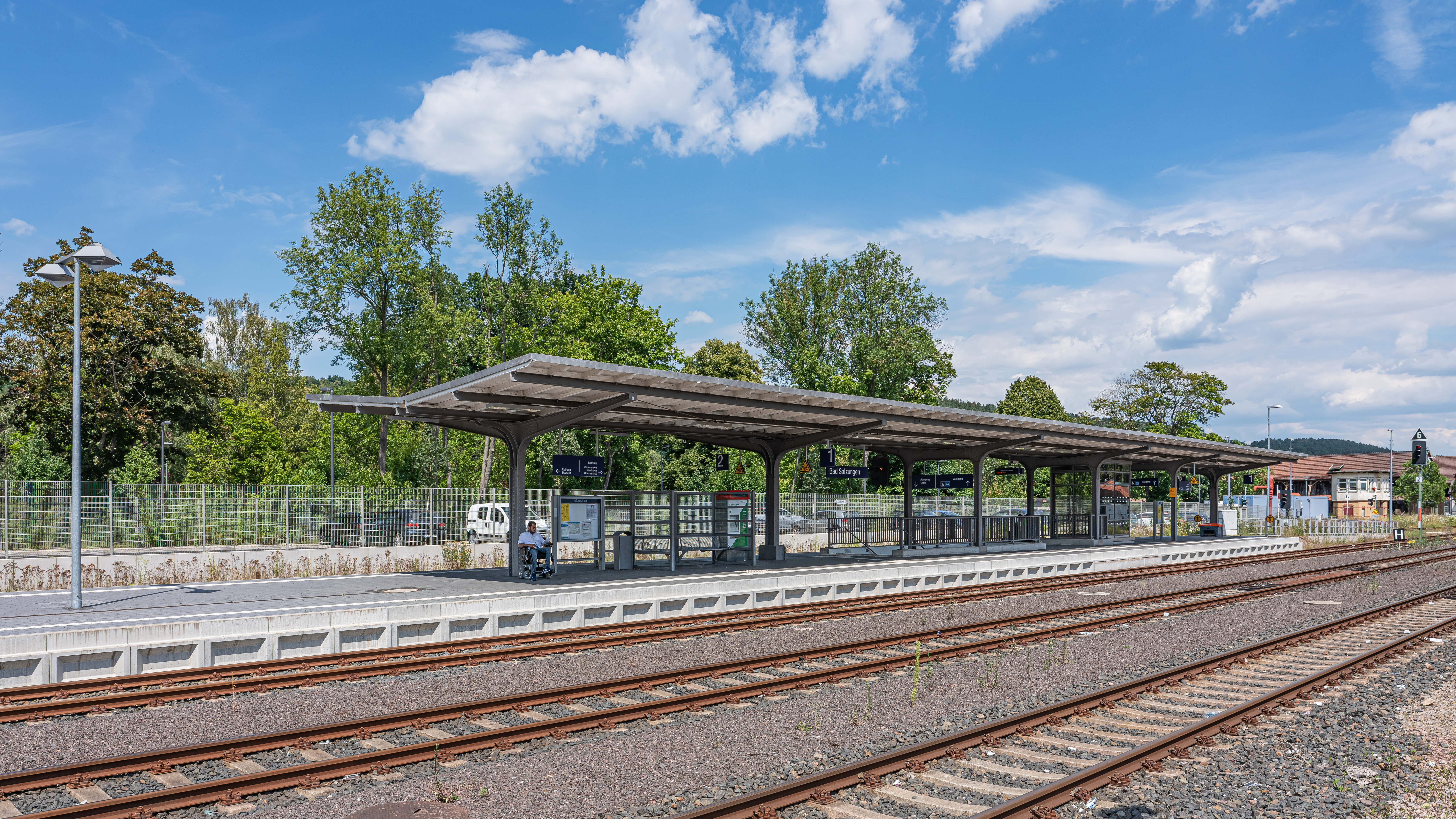
Bahnsteig

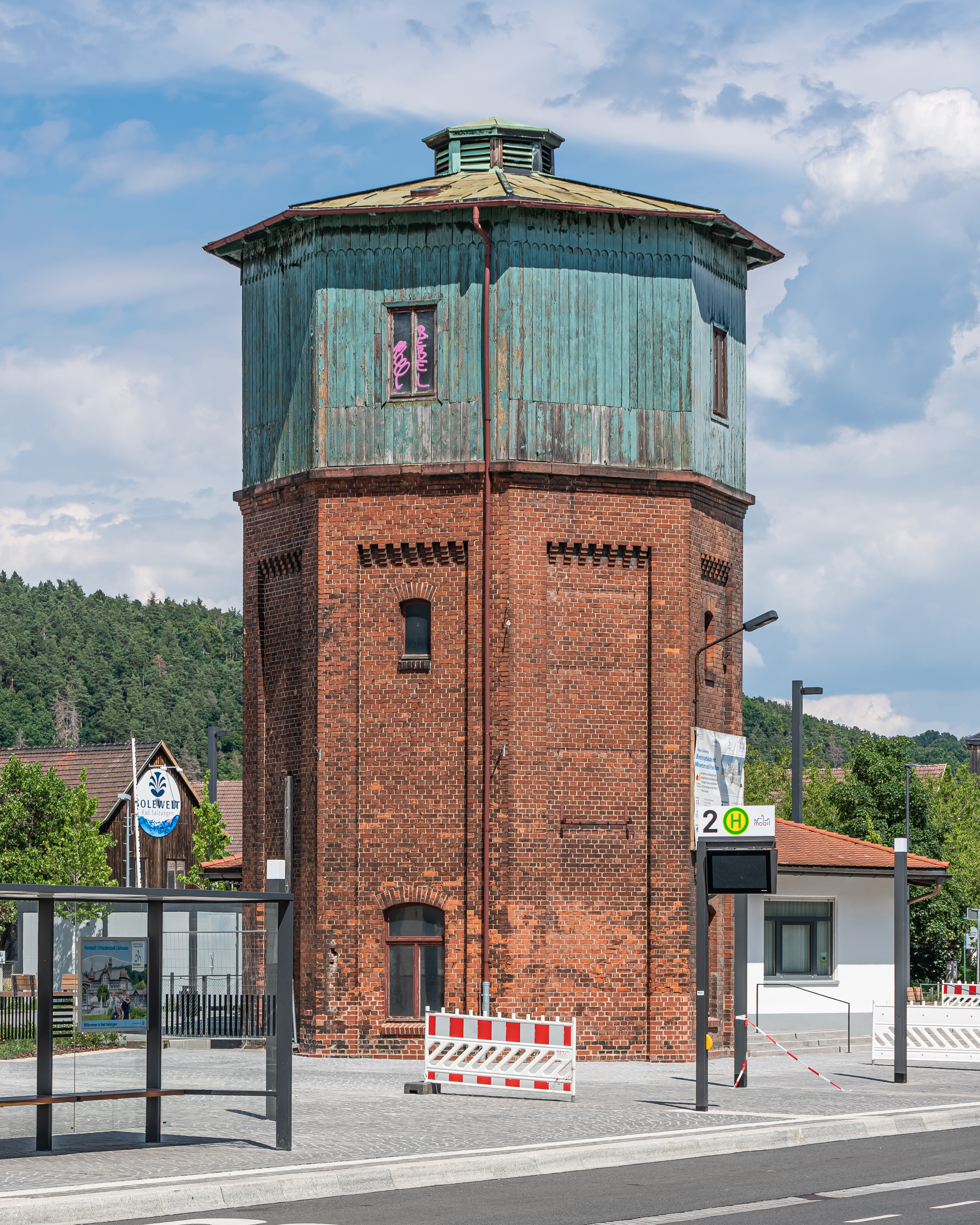
Wasserturm

Nach der Wende in der DDR brach der Güterverkehr fast komplett zusammen, lediglich der Kaliverkehr blieb bis 1999 erhalten. Als allerdings das letzte Thüringer Kaliwerk in Unterbreizbach eine Anbindung über Heringen (Werra) erhielt, blieb nur noch gelegentlicher Holzverkehr erhalten. Auf der Anschlussbahn des ehemaligen Kalibetriebes in Merkers wurden nur noch Schrott oder Lumpen transportiert.
2010 wurde bekannt, dass die Stadt Bad Salzungen das Bahnhofsgebäude und den Bereich des Güterbahnhofs erwerben wolle. Zudem soll die Holzverladung perspektivisch nach Merkers verlagert und im Bereich des ehemaligen Güterbahnhofes ein Einkaufszentrum der Kaufland-Einzelhandelskette errichtet werden. Die Holzverladung erfolgt seit 2011 in Merkers und Dorndorf; der Abriss des früheren Güterbahnhofs erfolgte Anfang 2015, die Errichtung des Einkaufszentrums folgte unmittelbar danach.
Im November 2014 begann die Deutsche Bahn mit der Schaffung eines barrierefreien Zuganges zu den letzten noch für den Personenverkehr genutzten Bahnsteigen 3 und 4. Im Zuge der Baumaßnahmen zur Erneuerung der Verkehrsstation Bad Salzungen bis Ende 2015 investierte die Deutsche Bahn gemeinsam mit dem Freistaat Thüringen 2,3 Millionen Euro. Für den stufenfreien Zugang zum Bahnsteig wurden zwei Aufzüge gebaut; der neue Bahnsteig erhielt außerdem unter anderem ein Wegeleit-, Informations- und Blindenleitsystem sowie Dynamische Schriftanzeiger.
2017 wurden Nebengebäude des Bahnhofes abgerissen. Von 2018 bis 2020 wurde das Empfangsgebäude zu einem Wohn- und Geschäftshaus umgebaut.

## Verkehr
Den Personenverkehr wickelt seit 2001 die Süd-Thüringen-Bahn (STB) ab. Die Züge fahren auf der gesamten Werrabahn von Eisenach bis Eisfeld stündlich bzw. zweistündlich weiter auf der Bahnstrecke Eisfeld–Sonneberg über Sonneberg nach Neuhaus am Rennweg. Außerdem gibt es einige Verstärkungszüge nach Eisenach. 2001 fuhren noch für ein halbes Jahr Triebwagen der STB nach Vacha, bis der Personenverkehr auf der Schiene eingestellt wurde.

## Bahnsteiggleise
| Gleis | Länge in m | Höhe in cm |
| ----- | ---------- | ---------- |
| 3 = 1 | 132        | 55         |
| 4 = 2 | 132,5      | 55         |

Nach dem Umbau des Bahnsteiges wurden die bisherigen Gleise 3 und 4 als 1 und 2 bezeichnet.

## Galerie

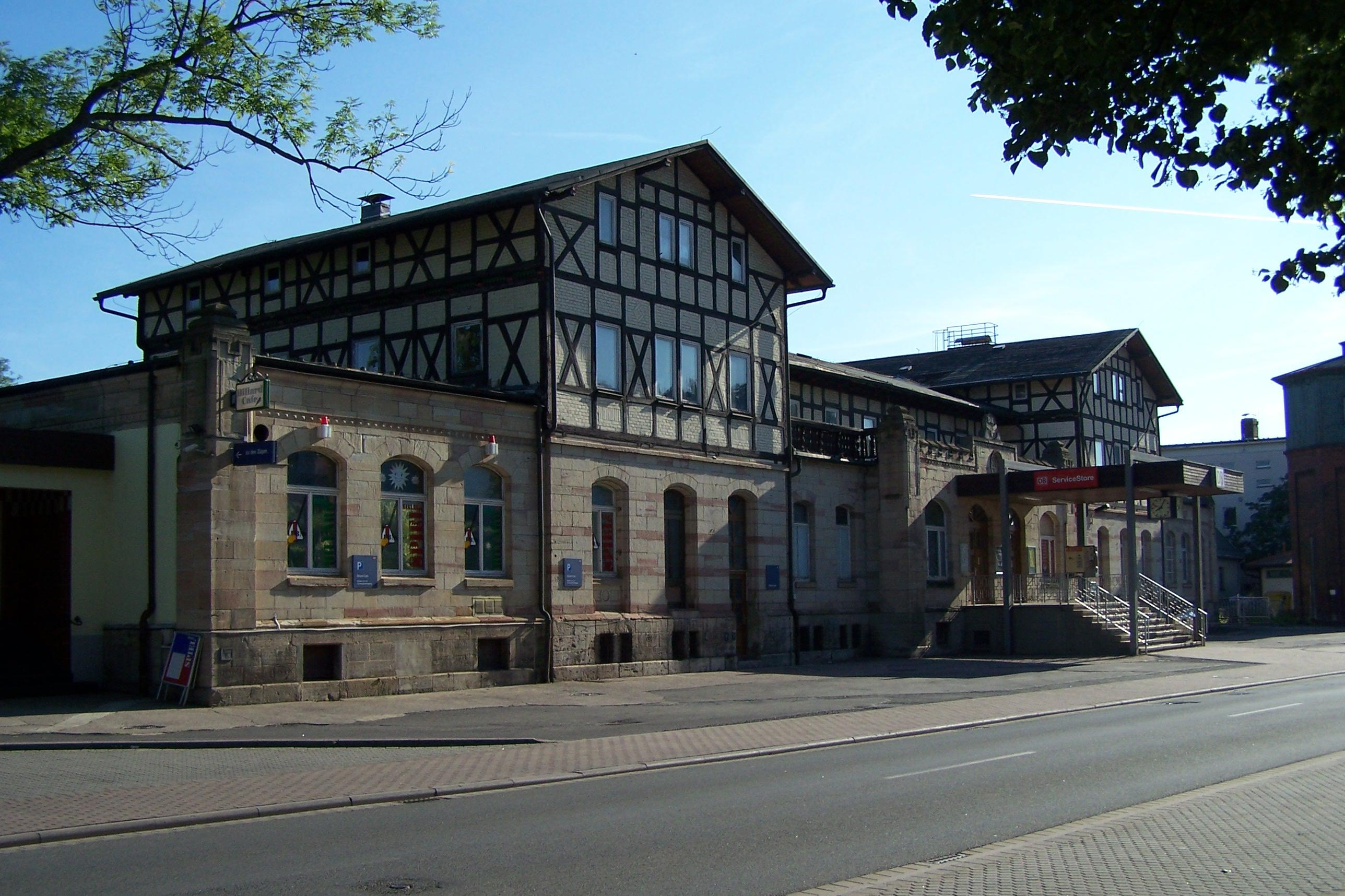
Bahnhofsgebäude vor dem Umbau
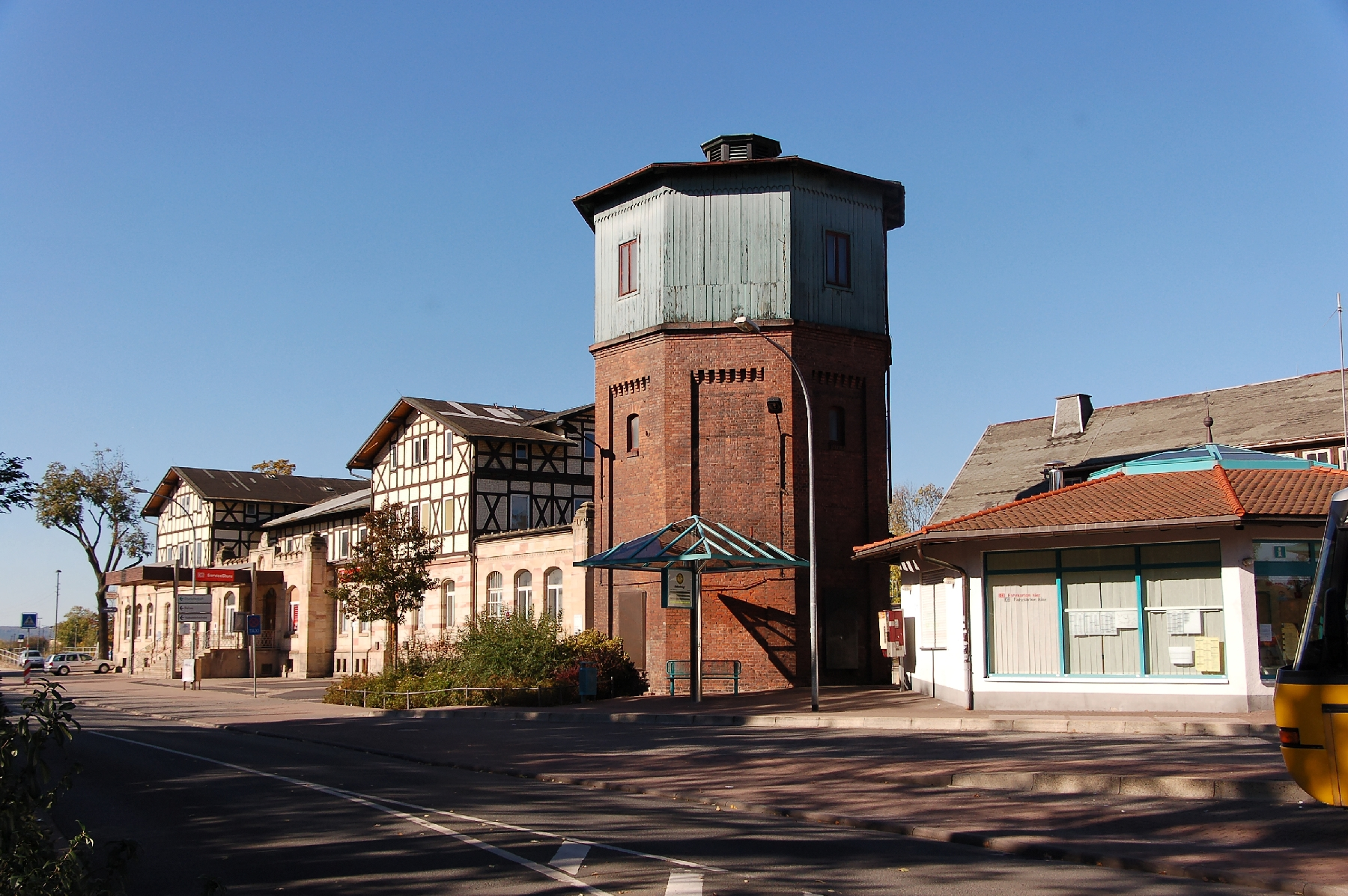
Straßenseite
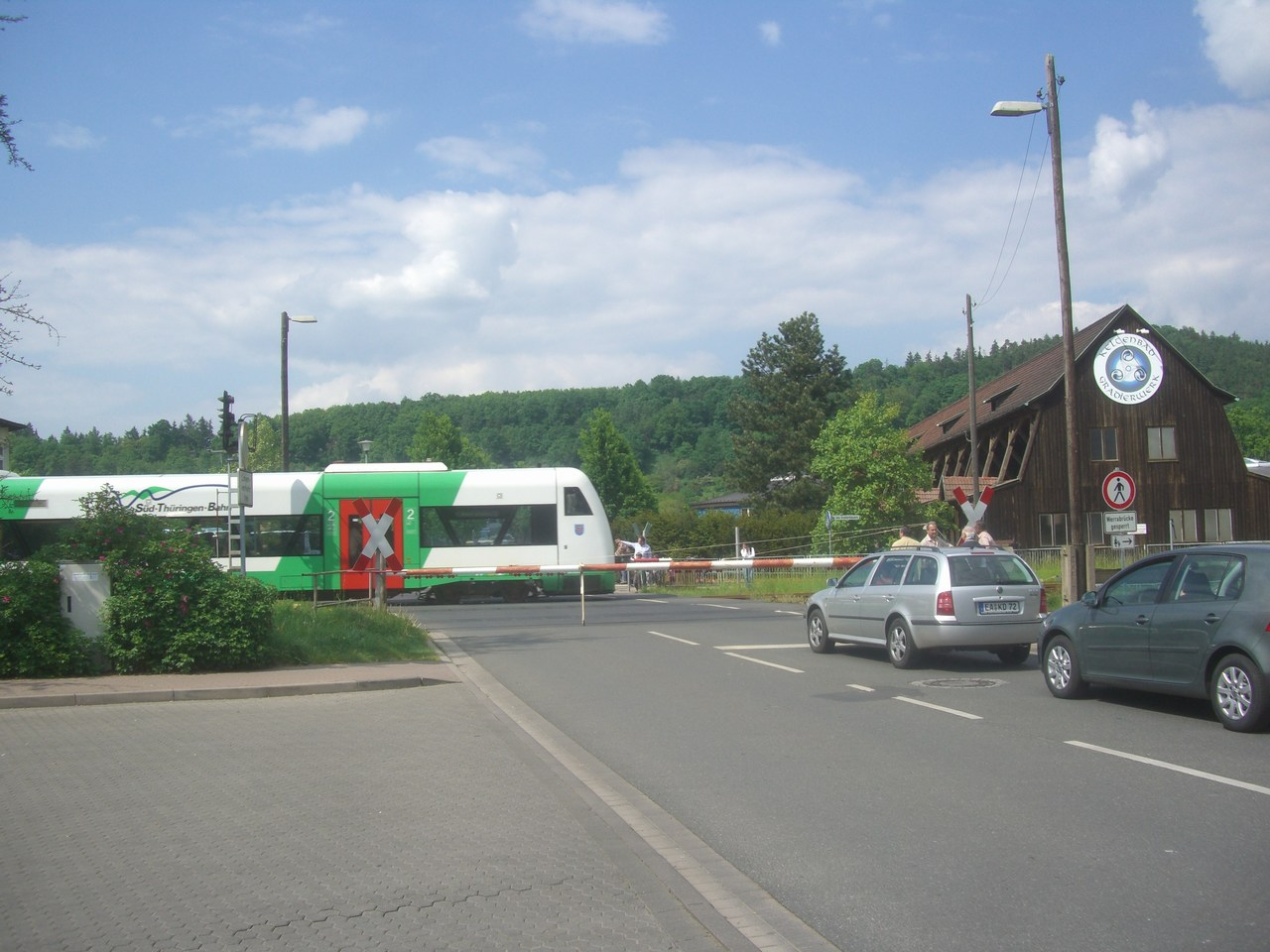
Bahnübergang an der östlichen Bahnhofsausfahrt
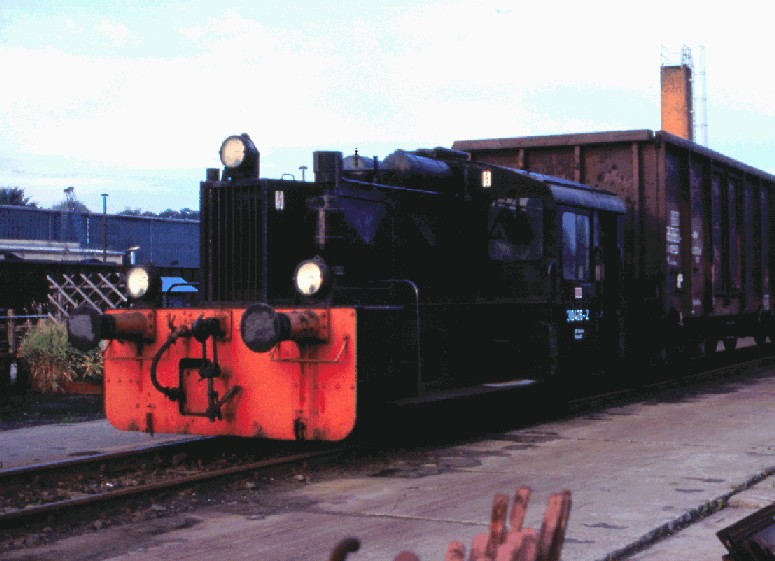
ehem. WAS Bad Salzungen
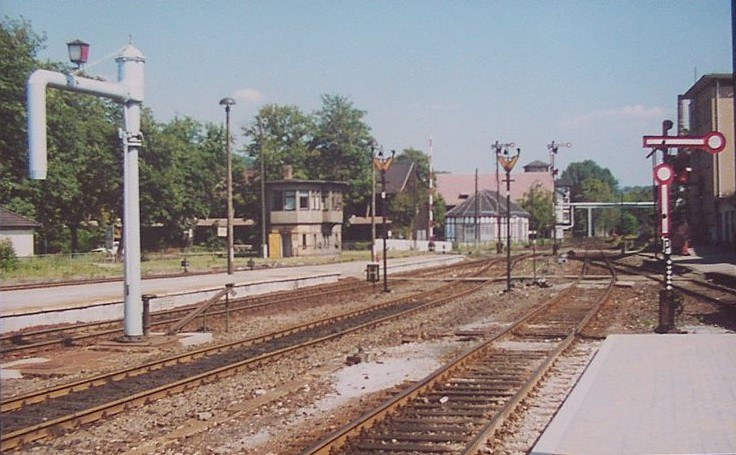
Bahnhofsausfahrt in Richtung Meiningen (1991)